# Linus B. Comins

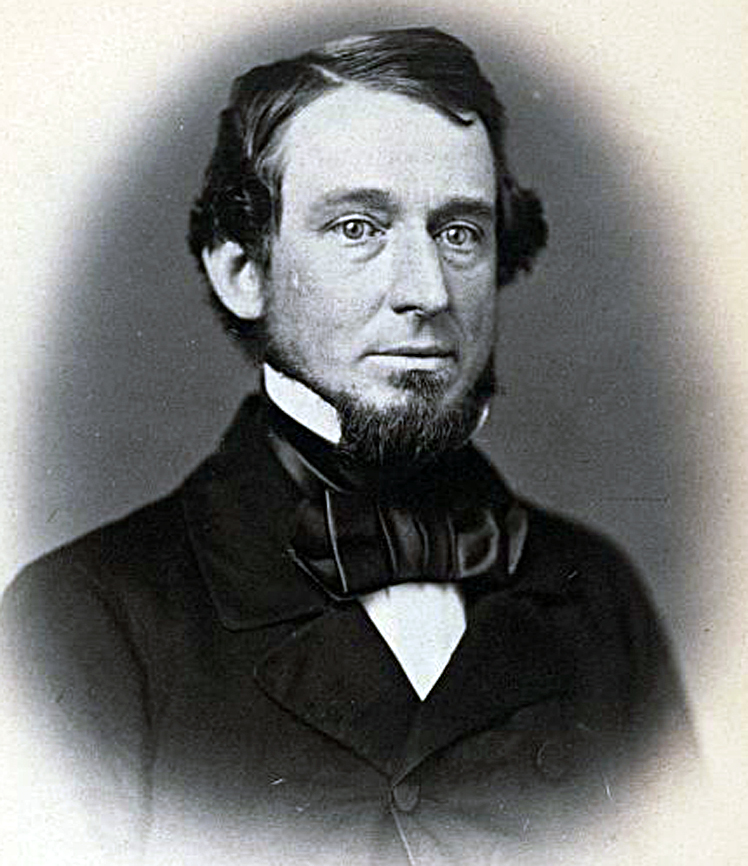
Linus B. Comins (1859)

Linus Bacon Comins (* 29. November 1817 in Charlton, Worcester County, Massachusetts; † 14. Oktober 1892 in Boston, Massachusetts) war ein US-amerikanischer Politiker. Zwischen 1855 und 1859 vertrat er den Bundesstaat Massachusetts im US-Repräsentantenhaus.

## Werdegang
Linus Comins besuchte die öffentlichen Schulen in Brookfield und danach die Worcester County Manual Training High School. Anschließend betätigte er sich in Roxbury im Handwerk. In den Jahren 1846 bis 1848 saß er im dortigen Gemeinderat; 1854 war er dort auch Bürgermeister. Politisch war er zunächst Mitglied der American Party. Später wechselte er zur Republikanischen Partei.
Bei den Kongresswahlen des Jahres 1854 wurde Comins im vierten Wahlbezirk von Massachusett für die American Party in das US-Repräsentantenhaus in Washington, D.C. gewählt, wo er am 4. März 1855 die Nachfolge von Samuel H. Walley antrat. Nach einer Wiederwahl als republikanischer Kandidat konnte er bis zum 3. März 1859 zwei Legislaturperioden im Kongress absolvieren. Diese waren von den Ereignissen im Vorfeld des Bürgerkrieges geprägt.
Nach dem Ende seiner Zeit im US-Repräsentantenhaus arbeitete Comins wieder im Handwerk. Im Jahr 1860 war er Delegierter zur Republican National Convention, auf der Abraham Lincoln als Präsidentschaftskandidat nominiert wurde. Er starb am 14. Oktober 1892 in Jamaica Plain, einem Vorort von Boston.